# Paradidyma orbitalis
Paradidyma orbitalis là một loài ruồi trong họ Tachinidae.